# تكافؤ الشبكة

تكافؤ الشبكة للطاقة الشمسية الأنظمة الضوئية حول العالم
وصلت إلى تكافؤ الشبكة قبل 2014
وصلت لتكافؤ الشكبة بعد 2014
وصلت إلى تكافؤ الشبكة بالنسبة لأسعار الذروة فقط
الولايات الأمريكية التي توازن للوصول لتكافؤ الشبكة

يحدث تكافؤ الشبكة (أو تكافؤ المقبس) عندما مصدر طاقة بديل يعطي طاقة مساوية بكلفة الكهرباء أو أقل من سعر الطاقة المشترة من الشبكة الكهربائية. يستخدم هذا المصطلح بكثرة مع مصادر الطاقة المتجددة خصوصا الطاقة الشمسية وطاقة الرياح. يتوقف حساب تكافؤ الشبكة على وجهة نظر المنفعة العامة أو المستهلك.
كانت ألمانيا إحدى أولى البلدان التي وصلت إلى تكافؤ الشبكة بالنسبة للألواح الشمسية في عام 2011 و2012 على مستوى المنفعة العامة والألواح الشمسية على السطح. في يناير 2014، وصل تكافؤ الشبكة لأنظمة الألواح الشمسية في أكثر 19 بلد مختلف على الأقل.

## الطاقة الشمسية

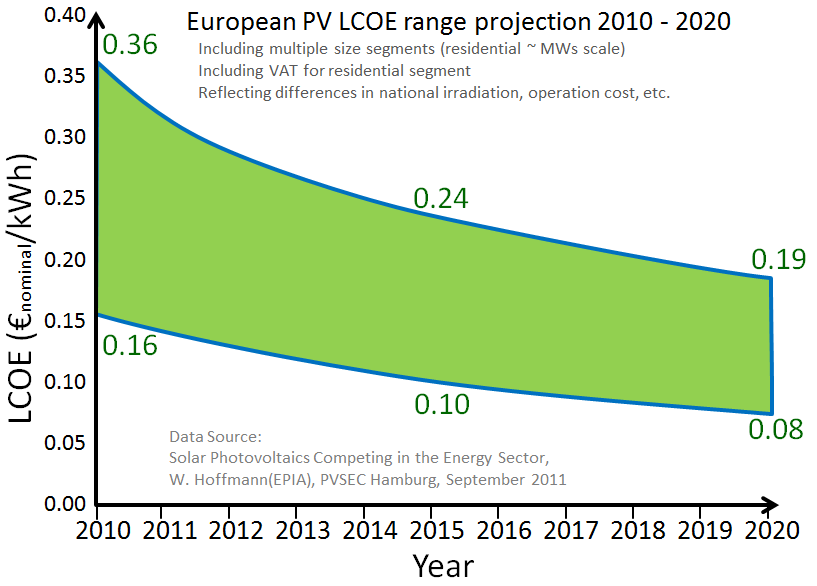
عرض للكلفة الكهرباء في النظام الضوئي الجهدي في أوروبا

### تسعير الطاقة الشمسية

ينص قانون سوانسون الكحومي بأن مضاعفة الإنتاج التراكمي للألواح الشمسية، يوجد تخفيض بنسبة 20% على كلفة الألواح.

يستخدم تكافو الشبكة بشكل شائع في مجال الطاقة الشمسية، وخصوصا عند الإشارة إلى الألواح الكهرضوئية. بما أن النظام الشمسي لايستخدم وقود ولا يحتاج إلى كلفة صيانة كبيرة، فإن كلفة توليد الكهرباء تحدد بالكلفة الأولية للنظام. مع افتراض أن معدل الخصم يقارب معدل التضخم الاقتصادي للطاقة في الشبكة، تحسب الكلفة المحددة تقسيم الكلفة الأولية على الكمية المنتجة الكلية من الكهرباء طيلة حياة المشروع.
تقدر الكلفة المحددة من الكهرباء للطاقة الشمسية بحسب الكلفة الأولية والكلفة الأولية للألواح الشمسية، تعتبر أسعار الجملة للألواح الشمسية هي الدراسة الأساسية عند ملاحقة تكافؤ الشبكة.
أظهرت دراسة لعام 2015 أن الأسعار لكل كيلوواط انخفضت بنسبة 10% لكل سنة منذ عام 1980، وتنبأت أن الطاقة الشمسية ستساهم بنسبة 20% من استهلاك الكهرباء الكلي في عام 2030، بينما تنبأت الوكالة الدولية للطاقة النسبة بحوالي 16% في عام 2050.

## وصلات إضافية
- Solar Energy Is Now as Cheap as Fossil Fuels.
- Solar as cheap as coal… why not cheaper?.
- Grid parity map for residential solar power in the United States.
- Grid parity map for residential solar power in Canada.